# Regina Braga
Regina Lúcia Palhano Braga Varella (Bello Horizonte, 28 de septiembre de 1945) es una primera actriz brasileña.

## Carrera

### Televisión
| Año  | Título                    | Papel                 | Emisora      |
| ---- | ------------------------- | --------------------- | ------------ |
| 1980 | Mi Pie de Naranja Lima    | Cecília               | Band         |
| 1981 | El Viento del Mar Abierto | Célia                 | TELE Cultura |
| 1982 | El Coronel y el Lobisomem | Alonsa de Santos      | TELE Cultura |
| 1984 | Joana                     | Tereza                | Red Titular  |
| 1992 | Dios en los Acuda         | Clarisse              | TELE Globo   |
| 1997 | Por Amor                  | Lídia Gonzaga Greco   | TELE Globo   |
| 2002 | El Beso del Vampiro       | Olga                  | TELE Globo   |
| 2003 | Mujeres Enamoradas        | Ana de Batista        | TELE Globo   |
| 2006 | JK                        | Alzira                | TELE Globo   |
| 2008 | Alice                     | Luli                  | TELE Globo   |
| 2010 | Ti Ti Ti                  | Cecília Spina (Titia) | TELE Globo   |
| 2012 | Las Brasileñas            | Olinda                | TELE Globo   |
| 2016 | La Ley del Amor           | Sílvia Noronha        | TELE Globo   |